# Unschooling
Unschooling – forma edukacji, w której uczenie się opiera się na zainteresowaniach, potrzebach i celach ucznia. Można spotkać się też z określeniami: naturalne uczenie się (ang. natural learning), uczenie się prowadzone/kierowane przez dziecko (child-led learning, child-directed learning), uczenie się poprzez odkrywanie (discovery learning), radosne uczenie się (delight-led learning).

## Charakter
Unschooling jest zwykle uważany za rodzaj edukacji domowej, która polega po prostu na edukowaniu dzieci w domu zamiast w szkole. Edukacja domowa jest często utożsamiana z homeschoolingiem, jednak, jak niektórzy twierdzą, ten drugi termin zakłada odtworzenie szkoły w warunkach domowych, co kłóci się z filozofią unschoolingu (odszkolniania).
Unschooling odróżnia się od innych form edukacji domowej tym, że edukacja danego ucznia nie jest kierowana przez nauczyciela ani przez program nauczania. Chociaż uczniowie mogą zdecydować, że będą się uczyć korzystając z pomocy nauczycieli, lub mogą wybrać dla siebie program nauczania, ostatecznie jednak to oni sami decydują o swojej własnej edukacji. Uczniowie wybierają jak, kiedy, dlaczego, i czego będą się uczyć. Rodzice którzy "odszkolniają" swoje dzieci działają jako "facylitatorzy" (pomocnicy), dostarczając szeroki wachlarz zasobów, pomagając swoim dzieciom zrozumieć świat i poruszać się w nim i wspomagają ich w stawianiu sobie i realizowaniu celów oraz planów zarówno na odległą jak i na bliską przyszłość.

## Filozofia

### Edukacja konwencjonalna
Unschoolerzy zazwyczaj wyznają pogląd, że ciekawość jest czymś wrodzonym, i że dzieci pragną się uczyć tego, czego potrzebują, by być przygotowanym do dorosłego życia. Niektórzy twierdzą, że instytucjonalizowanie, jakiemu jest poddawane dziecko w szkole (w "szkole uniwersalnego rozmiaru" bądź w "fabrycznym modelu szkoły" - jak to określają) jest nieefektywnym wykorzystaniem jego czasu, gdyż wymaga się od każdego dziecka opanowania specyficznego materiału, w ściśle określony sposób, w ściśle określonym miejscu, i w ściśle określonym czasie, niezależnie od indywidualnych obecnych lub przyszłych potrzeb, zainteresowań oraz celów dziecka, i niezależnie od już posiadanej przez niego wiedzy na określony temat.

## Krytyka
Wbrew badaniom, np. w szkołach demokratycznych (dr Peter Gray), krytycy tej metody podkreślają, że dzieci szybko tracą zainteresowanie jakimkolwiek poszerzaniem swoich horyzontów bez narzuconych z góry norm wiedzy, zadowalając się własnym "programem", jakie same sobie stworzyły, nie próbując sięgnąć głębiej. Ponadto podkreślają oni daleko posunięty idealizm unschoolingu, bowiem dziecko nie przyswaja wiedzy, którą nie jest zainteresowane, w wyniku czego jego dalsze postępy w nauce są ograniczone wyłącznie do kilku dziedzin z pominięciem innych, co może prowadzić do fundamentalnych braków w wiedzy ogólnej.